# Siemuszowa
Siemuszowa – wieś w Polsce w województwie podkarpackim, w powiecie sanockim, w gminie Tyrawa Wołoska. Położona w dolinie rzeki Tyrawki prawego dopływu Sanu, na północnym stoku Gór Słonnych. Graniczy z Wujskiem, Tyrawą Solną, Krecowem i Hołuczkowem, do 1946 z Wólką Rogatynka.
W latach 1975–1998 miejscowość administracyjnie należała do województwa krośnieńskiego.

## Części wsi
| SIMC    | Nazwa | Rodzaj    |
| ------- | ----- | --------- |
| 0361413 | Piła  | część wsi |

## Historia

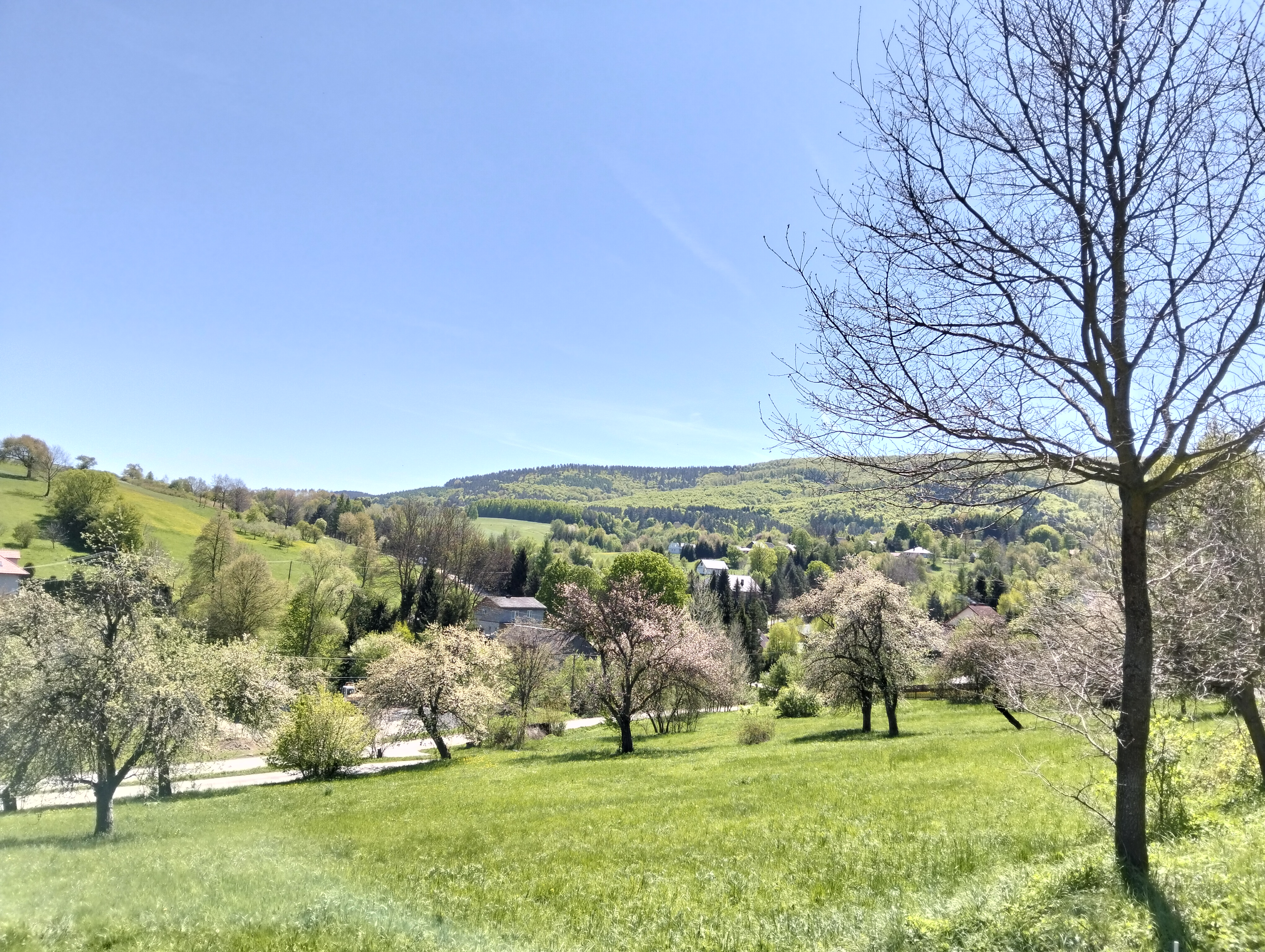
Krajobraz wsi wiosną

Wieś została lokowana około roku 1420. Z 1507 pochodzi pierwszy odnotowany w dokumentach kościół.
W połowie XIX wieku właścicielem posiadłości tabularnej w Siemuszowej był Mendel Herzig. Pod koniec XIX wieku właścicielem tabularym dóbr Siemuszowa z Rohatynką był Wojciech Wasilewski, który w 1905 roku posiadał we wsi obszar 610,9 ha. W 1911 roku właścicielem tabularnym był Stanisław Kościuszko, posiadający 629 ha.
W II Rzeczypospolitej wieś w powiecie sanockim województwa lwowskiego. Po 17 września 1939 wieś znalazła się w granicach ZSRR. W 1941 niemieckie władze okupacyjne wybudowały tu szkołę rolniczą. 5 maja 1946 nacjonaliści ukraińscy z OUN-UPA zaatakowali w pobliżu wsi konwój ukraińskich przesiedleńców, udających się do ZSRR. Zastrzelili 2 Ukraińców i 2 żołnierzy Wojska Polskiego. W październiku tegoż roku zamordowali tutaj 6 Polaków oraz spalili szkołę i 100 gospodarstw po przesiedleńcach. Do 1946 we wsi znajdował się również dwór przedwojennych właścicieli Siemuszowej rodziny Kościuszków. 
Do sołectwa Siemuszowa należą; Siemuszową i Wola Krecowska.

## Architektura
We wsi znajduje się wzniesiona w 1841 r. dawna cerkiew filialna greckokatolicka pw. Przemienienia Pańskiego. Obecnie jest to rzymskokatolicki kościół filialny w parafii Rozesłania Apostołów w Mrzygłodzie należącej do dekanatu Sanok I w archidiecezji przemyskiej.